# Mannikeri, Bilgi
Mannikeri là một làng thuộc tehsil Bilgi, huyện Bagalkot, bang Karnataka, Ấn Độ.